# 宮崎県道301号山陰都農線
宮崎県道301号山陰都農線（みやざきけんどう301ごう やまげつのせん）は、宮崎県日向市から児湯郡都農町に至る一般県道である。

## 概要

### 路線データ
- 起点：日向市東郷町山陰
- 終点：児湯郡都農町大字川北（都農町山末交差点、国道10号交点）

## 歴史
- 1965年（昭和40年）3月31日 - 宮崎県告示第244号の2[1]により路線認定される。当時の整理番号は141。

## 地理

### 通過する自治体
- 日向市
- 児湯郡都農町
- 日向市
- 児湯郡都農町

### 交差する道路
| 交差する道路       | 市町村名 | 市町村名 | 交差する場所 | 交差する場所            |
| ------------------ | -------- | -------- | ------------ | ----------------------- |
| 沿岸北部広域農道   | 児湯郡   | 都農町   | 大字川北     |                         |
| E10 東九州自動車道 | 日向市   | 日向市   | 東郷町山陰   | [ 注釈 1 ]              |
| 国道10号           | 児湯郡   | 都農町   | 大字川北     | 都農町山末交差点 / 終点 |

### 沿線
- 都農町立都農東小学校